# Tillandsia 'Peach Parfait'
Tillandsia 'Peach Parfait' es un cultivar híbrido del género Tillandsia perteneciente a la familia  Bromeliaceae.
Es un híbrido creado en el año 1993 con la especie Tillandsia ixioides × Tillandsia edithiae.